# Platysenta bahamica
Platysenta bahamica là một loài bướm đêm trong họ Noctuidae.